# ثاباردييل دي لا ريبيرا
بلدية ثاباردييل دي لا ريبيرا (بالإسبانية: Zapardiel de la Ribera) هي بلدية تقع في مقاطعة آبلة التابعة لمنطقة قشتالة وليون وسط إسبانيا.

## الديموغرافيا
بلغ عدد سكان بلدية ثاباردييل دي لا ريبيرا 124 نسمة عام 2011 (وفقاً للمعهد الوطني للإحصاء الإسباني).
| 142 | 140 | 130 | 125 | 143 | 131 | 124 |